# Нефелин
Нефелин (элеолит) — породообразующий минерал, алюмосиликат калия и натрия (Na,K)AlSiO4. Фельдшпатоид. Кристаллы редки, имеют короткостолбчатый гексагонально-призматический облик.
Название происходит от др.-греч. νεφέλη — облако; связано со свойством минерала мутнеть при погружении в растворы кислот. Растворяется в соляной кислоте.

## Структура
Кристаллическая структура нефелина принадлежит к типу тридимита — каркас минерала образуют искажённые 6-членные кольца из тетраэдров SiO4, AlO4, связанных друг с другом своими вершинами, а в пустотах каркаса находятся ионы щелочных металлов. Нефелин образует массивные или зернистые конгломераты, в виде кристаллов встречается реже.

## Нахождение в природе

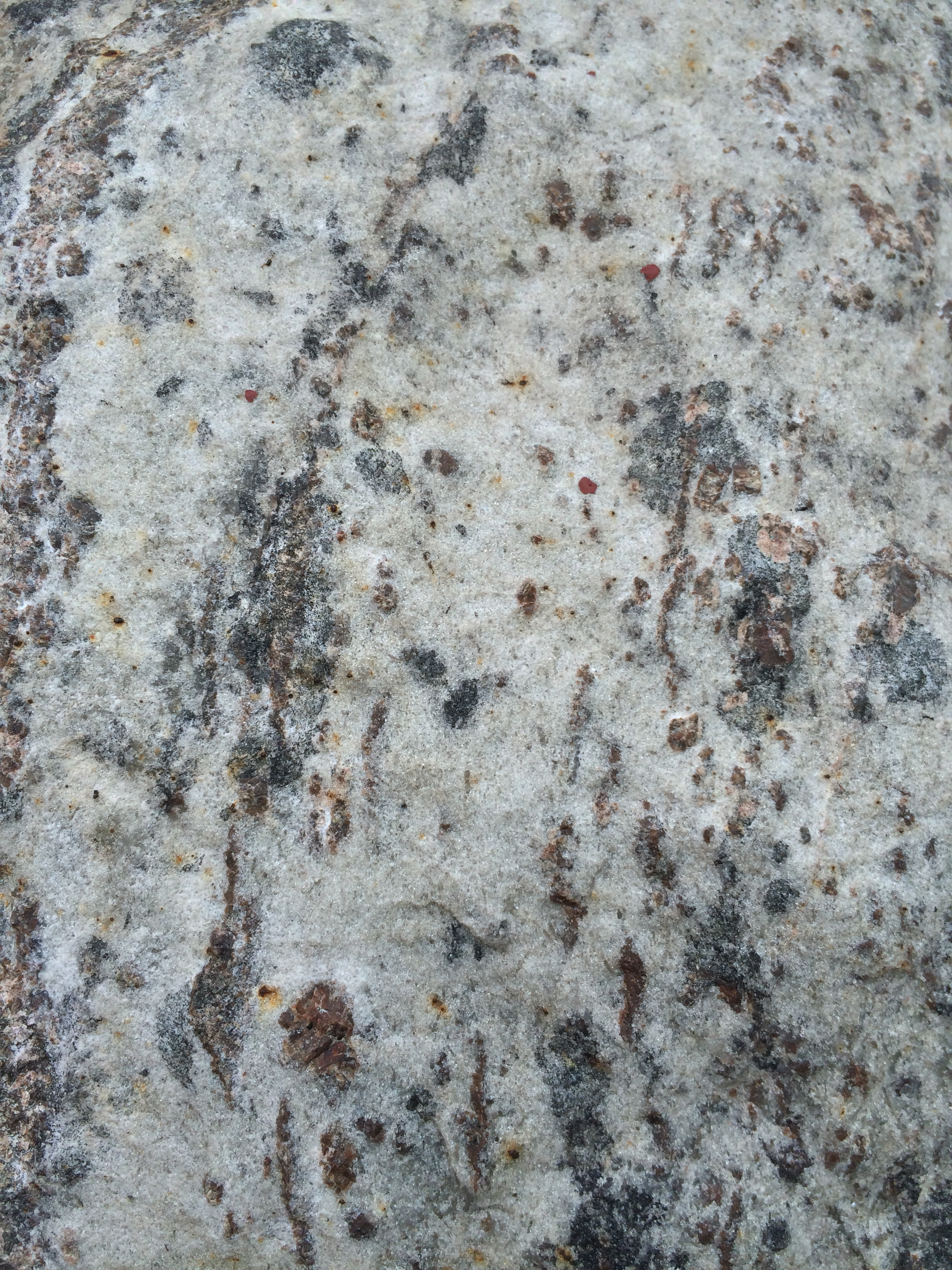
Апатито-нефелиновая руда, Хибины

Нефелин — один из главных минералов щелочных горных пород (нефелиновых сиенитов) и их вулканических аналогов — фонолитов. В лавах области Лацио образует мелкие красивые кристаллы; также обнаружен в вулканических продуктах вулкана Монте-Сомма в провинции Неаполь (Италия). Кристаллы встречены в вулканической зоне массива Эйфель (Германия). При выветривании пород нефелин разрушается скорее полевых шпатов, в результате чего на его месте образуются каверны: матово-серые углубления.
Крупнейшие в мире массивы нефелиновых горных пород находятся в Мурманской области (Хибинские горы, Ловозерские тундры и др.), в Коашве в 2012 году запущен новый комбинат «Олений ручей». Крупнейшие разрабатываемые массивы нефелинов с целью переработки в глинозём для выплавки алюминия находятся в Кемеровской области в Кузнецком Алатау, Кия-Шалтырское месторождение нефелинов.

## Практическое значение
Нефелин получается как отход при добыче апатита, в то время как возможно его использование на 100 %, например, для производства сырья для выплавки алюминия, поташа и сырья для производства цемента. Также он применяется в производстве соды и в стекольной и кожевенной промышленностях. В России, в Пикалёво и Ачинске, находятся комбинаты по переработке нефелинов в глинозём, соду, поташ и цемент.